# Diližansa
Diližansa (fr. diligence, skraćeno od voiture de diligence ili carrosse de diligence: brza kočija), poštanska kočija za redovit prijevoz robe i putnika na duljim putovanjima, kojom se obavljao transport ljudi i dobara u razdoblju prije pojave željeznice. Radilo se o velikoj zatvorenoj poštanskoj kočiji na četiri kotača od kojih su neke imale dva ili tri odjela i mogle primiti do šesnaest putnika. Kočijaš je sjedio izvana sprijeda na visokom sjedištvu, a na krovu se nalazila prtljaga. Kočiju su vukla najčešće četiri, ali ponekad i do šest konja.
Prvi redoviti javni prijevoz kočijama postojao je u Londonu već 1640. godine, a u Parizu se pojavio dva desetljeća kasnije. Diližanse su tijekom 18. stoljeća postale udobnije, pouzdanije i brže pa se počela širiti njihova uporaba iz Europe u Sjevernu Ameriku. Veliku su važnost stekle gradnjom makadamskih cesta u 19. stoljeću, a postupno ih je potisnuo razvoj i širenje željezničke mreže, kako u Europi, tako i u Sjevernoj Americi.

## U popularnoj kulturi
Diližanse su stekle popularnost osobito u western filmovima poput Poštanske kočije (1939.), redatelja Johna Forda s Johnom Wayneom u glavnoj ulozi, Maverick (1994.) Richarda Donnera s Melom Gibsonom u glavnoj ulozi i Mrska osmorka (2015.) redatelja Quentina Tarantina sa Samuelom L. Jacksonom i Kurtom Russellom u glavnim ulogama.

## Vanjske poveznice
- Diližansa – Hrvatska enciklopedija
- Diližansa – Proleksis enciklopedija
- Diližansa – Britannicaq Online (engl.)